# Atomaria nigrirostris
Atomaria nigrirostris là một loài bọ cánh cứng trong họ Cryptophagidae. Loài này được Stephens miêu tả khoa học năm 1830.